# Synsepalum
Synsepalum es un género con 35 especies de plantas perteneciente a la familia de las sapotáceas.

## Taxonomía
El género fue descrito por (A.DC.) Daniell  y publicado en Pharmaceutical Journal and Transactions 11: 446. 1852.

## Especies seleccionadas
| - Synsepalum afzelii - Synsepalum attenuatum - Synsepalum aubrevillei - Synsepalum batesii - Synsepalum bequaertii - Synsepalum brenanii - Synsepalum brevipes (Baker) Engl. - Synsepalum buluensis - Synsepalum carrieanum - Synsepalum cerasiferum - Synsepalum congolense - Synsepalum dulcificum Daniell - Synsepalum fleuryanum - Synsepalum gabonense - Synsepalum kassneri - Synsepalum lastoursvillense - Synsepalum laurentii | - Synsepalum le-testui - Synsepalum letouzei - Synsepalum msolo (Engl.) Pennington. - Synsepalum muelleri - Synsepalum nyangense - Synsepalum ogouense - Synsepalum ovatostipulatum - Synsepalum oyemense - Synsepalum passargei - Synsepalum pobeguinianum - Synsepalum revolutum - Synsepalum seretii - Synsepalum stipulatum - Synsepalum subcordatum - Synsepalum subverticillatum (E.A.Bruce) T.D.Penn. - Synsepalum tomentosum - Synsepalum tsounkpe - Synsepalum ulugurense - Synsepalum zenkeri |